# Église Santi Marcellino e Pietro al Laterano
L'église Santi Marcellino e Pietro al Laterano (en français : église Saints-Marcellin-et-Pierre-du-Latran) est une église romaine située dans le rione de Monti sur la via Merulana.

## Historique
L'église d'origine fut construite au IVe siècle sous le pape Sirice près des catacombes de la via Labicana afin d'accueillir les pèlerins dans l'hospice annexe. Elle est liée depuis le synode du 1er mars 499 au titre cardinalice Santi Marcellino e Pietro. Au VIIIe siècle, elle est restaurée une première fois par le pape Grégoire III, puis une seconde avec Alexandre IV en 1256 afin d'accueillir les reliques des saints Marcellin et Pierre et de sainte Marzia sous le maître-autel. En 1751, le pape Benoit XIV la fait complètement détruire pour en ériger une nouvelle. 
En 1906, l'ordre des Carmes déchaussés reçoit l'administration du lieu et la paroisse acquiert également l'oratoire Preziosissimo Sangue comme lieu de culte annexe. De 1983 à 1994, Jean-Marie Lustiger en fut cardinal.

## Architecture
Cette église est de forme cubique tracée sur le plan de la croix grecque. Sa façade est de Gerolamo Theodoli et sa coupole d'influence berninienne. Son maître-autel, représentant le martyre des saints Marcellin et Pierre, est de Gaetano Lapis. Les chapelles latérales accueillent également deux autels.

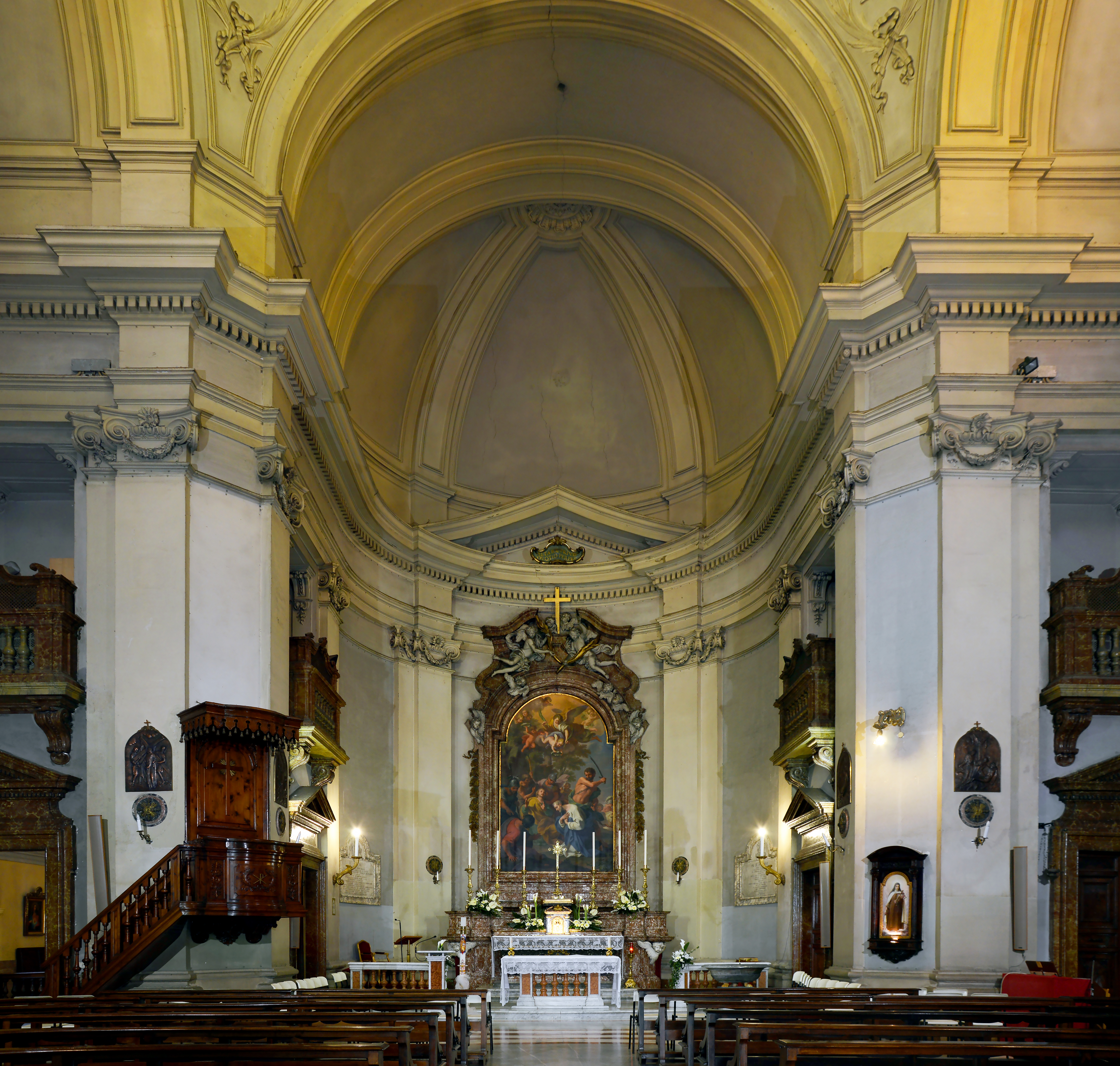
Vue intérieure de l'église
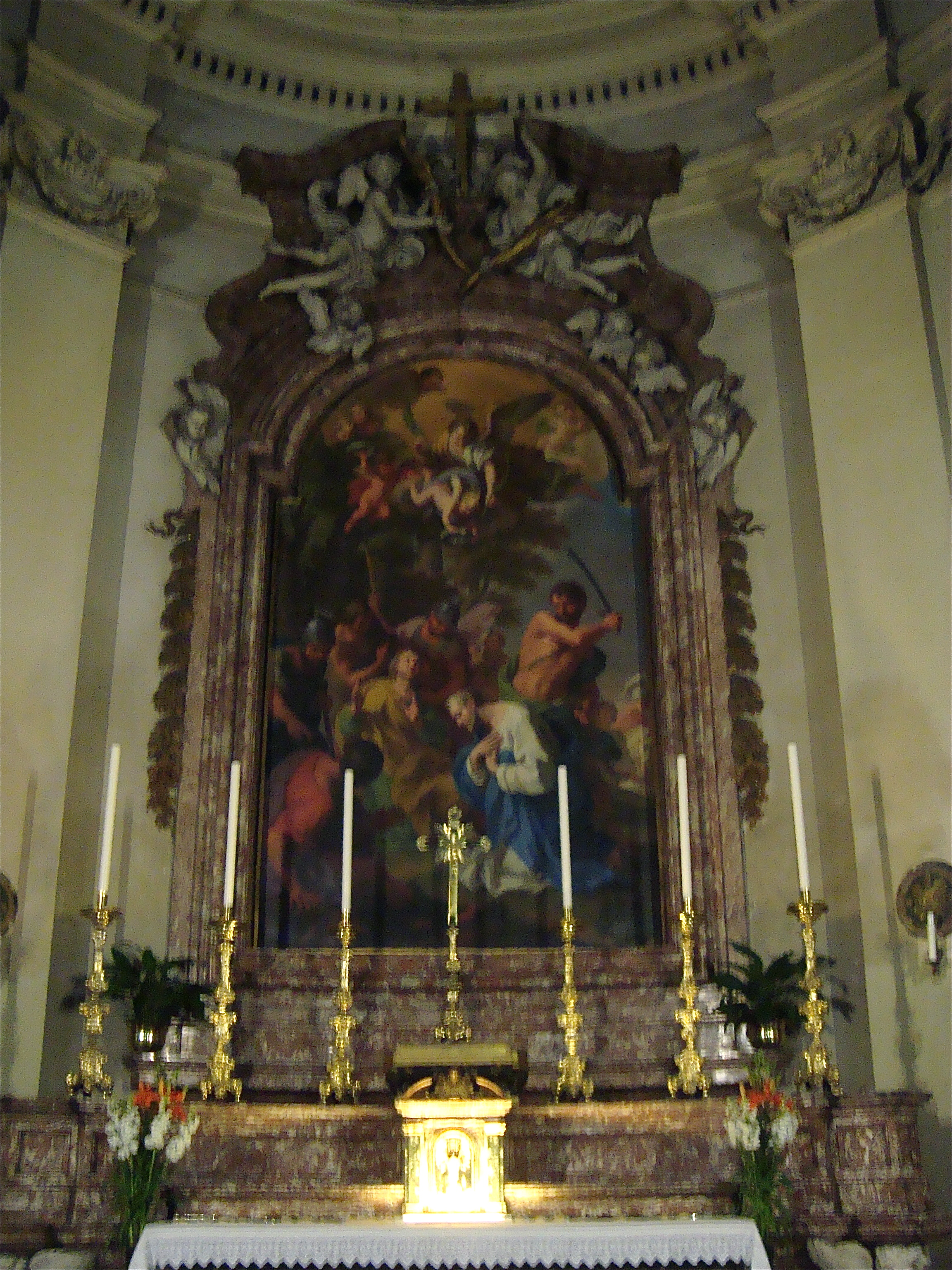
Maître-autel, représentant le martyre des saints Marcellin et Pierre par Gaetano Lapis
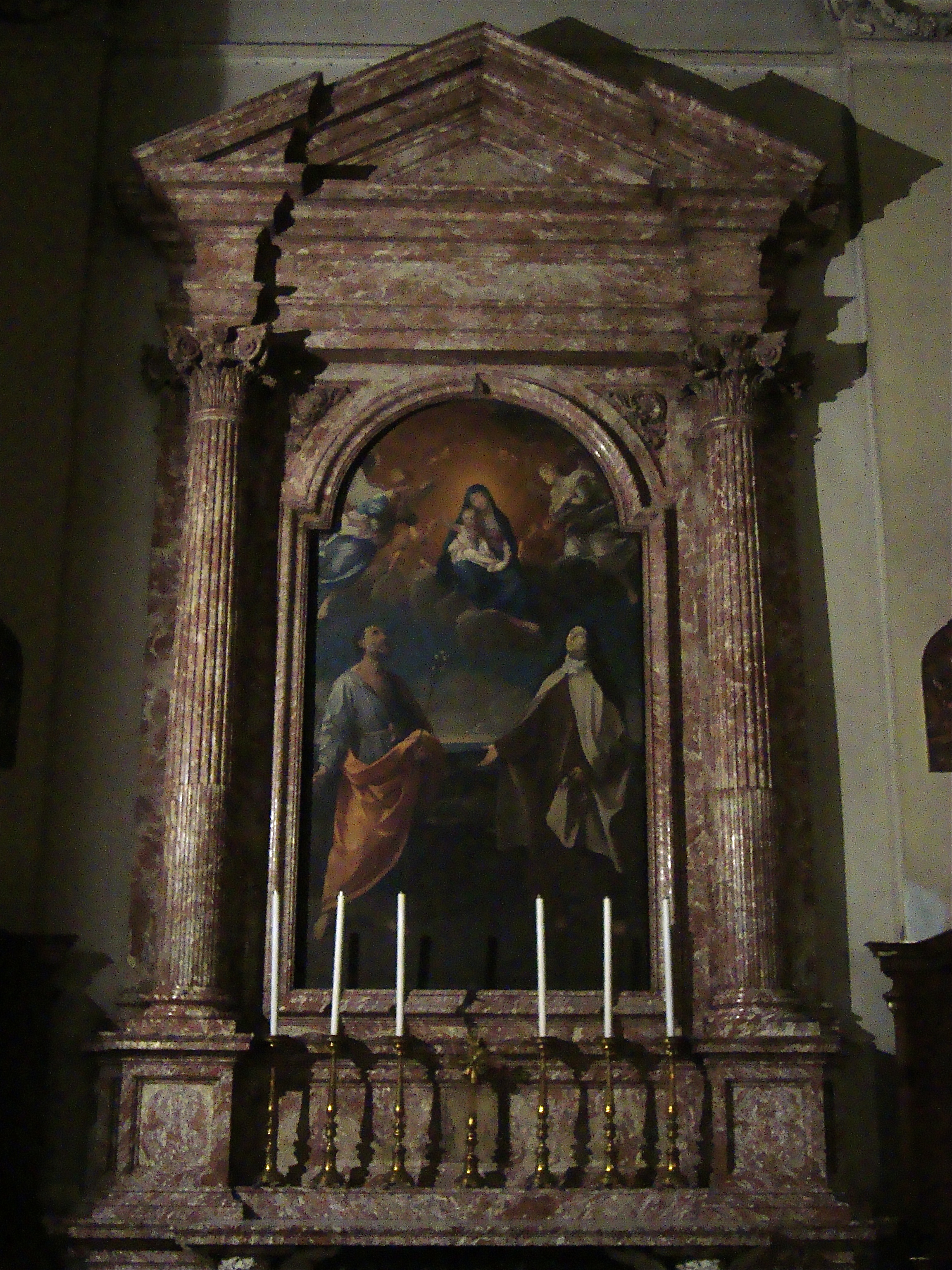
Autel droit
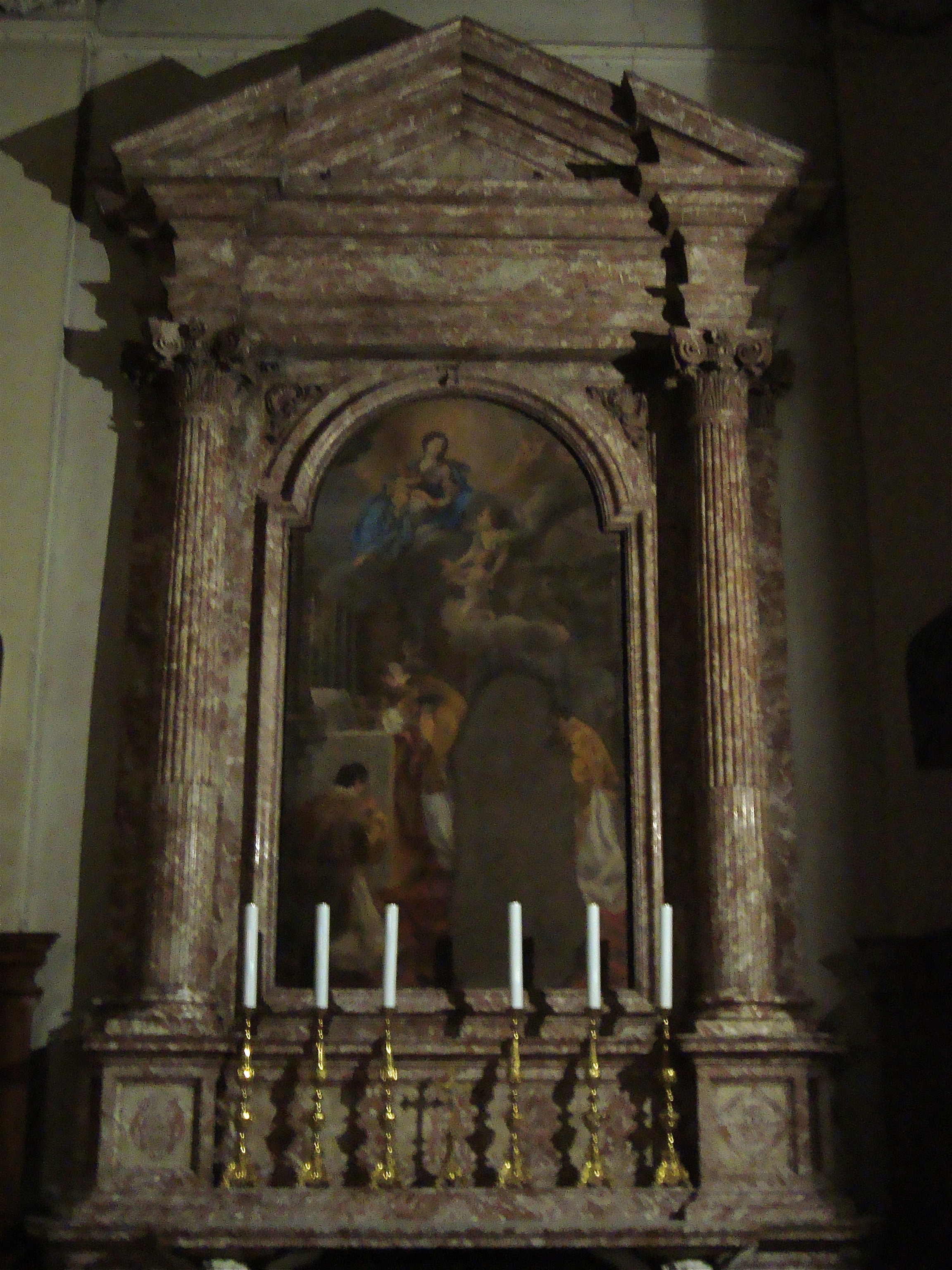
Autel gauche